# Parafia św. Barbary w Krzykawie-Małobądzu
Parafia pw. św. Barbary w Krzykawie-Małobądzu – parafia Kościoła Polskokatolickiego w RP położona na terenie diecezji krakowsko-częstochowskiej, w dekanacie śląskim. Msze św. odprawiane są w niedzielę o godz. 9:30, 11:15 i 16:30. W dni powszednie zgodnie z ogłoszeniami parafialnymi. W 2020 liczyła około 1000 wiernych.

## Historia
Parafia polskokatolicka św. Barbary w Krzykawie-Małobądzu została erygowana dekretem ordynariusza diecezji krakowsko-częstochowskiej księdza biskupa Jerzego Szotmillera 23 lutego 1988. Wyodrębniła się ona wtedy z parafii Bożego Ciała w Bolesławiu, gdzie przez kilkanaście lat była jej filiałem. W latach 1987–2001 funkcję proboszcza sprawował tutaj ksiądz mgr Jerzy Białas. Obecnie parafią opiekuje się ks. dziek. mgr Tadeusz Budacz. 
Parafia kultywuje regionalne tradycje związane z ziemią śląską i małopolską m.in. tradycję święcenia wieńców dożynkowych, czy uroczystości barbórkowe. Przy parafii prężnie działa Rada Parafialna, Chór parafialny i Schola Dziewczęca oraz Stowarzyszenie Młodzieży Polskokatolickiej. Parafia prowadzi również działalność charytatywną. W okresie Adwentu i wielkiego postu organizowana jest pomoc dla rodzin najbardziej potrzebujących parafian, ale nie tylko. Parafia wydaje gazetkę „Wieści Parafialne”.

## Zasięg parafii
Do parafii należą wierni z miejscowości: Krze, Krzykawa, Krzykawka, Kuźniczka, Małobądz, Pniaki, Podlipie, Ujków Nowy oraz miasto Sławków.